# Silsoe
Silsoe – wieś i civil parish w Anglii, w hrabstwie ceremonialnym Bedfordshire, w dystrykcie (unitary authority) Central Bedfordshire. Leży 15 km na południe od centrum miasta Bedford i 60 km na północ od centrum Londynu. W 2011 roku civil parish liczyła 1791 mieszkańców. Silsoe jest wspomniana w Domesday Book (1086) jako Sewilessou/Siuuilessou.